# Maghraoua (Marroc)
Maghraoua (àrab مغراوة) és una comuna rural de la província de Taza de la regió de Fes-Meknès. Segons el cens de 2014 tenia una població total de 8.204 persones.